# Isla Santa María Airport
Isla Santa María Airport är en flygplats i Chile.   Den ligger i provinsen Provincia de Concepción och regionen Región del Biobío, i den södra delen av landet, 500 km sydväst om huvudstaden Santiago de Chile. Isla Santa María Airport ligger 11 meter över havet. Den ligger på ön Isla Santa María.
Terrängen runt Isla Santa María Airport är platt. Trakten är glest befolkad. Det finns inga samhällen i närheten. 